# Román Baldorioty de Castro
Román Baldorioty de Castro (Guaynabo, 23 de febrero de 1822-Ponce, 30 de septiembre de 1889) fue uno de los principales abolicionistas de Puerto Rico y líder del autonomismo de la isla. Su educación primaria y secundaria tuvo lugar en San Juan. Al concluirla, recibió una beca y se trasladó a la península, donde continuó sus estudios en la Universidad Central de Madrid. En 1853, regresó a Puerto Rico y comenzó a trabajar como profesor en la Escuela de Comercio y en el Seminario Conciliar de San Ildefonso en San Juan.
Baldorioty de Castro fue seleccionado para representar a Puerto Rico en la Exposición Universal de 1867 que fue organizada en París. En 1870, fue elegido como diputado en las Cortes Generales de España, donde promovió la abolición de la esclavitud. Baldorioty de Castro fundó el Partido Autonomista Ortodoxo de Puerto Rico en 1887, pero solo pudo trabajar en él por pocos meses antes de ser encarcelado en el Fuerte San Felipe del Morro, tras ser acusado de publicar propaganda que afectaba la imagen del gobierno español. Fue liberado después de un breve período en la cárcel, pero su tiempo en prisión afectó su salud, lo que contribuyó a su muerte el 30 de septiembre de 1889.

## Primeros años
Baldorioty de Castro nació en Guaynabo de una familia pobre. Siendo aún joven, su familia se mudó a San Juan, donde Román recibió su educación primaria como estudiante del célebre educador Rafael Cordero y Molina. Tras completar su educación elemental, se matriculó en el Seminario Conciliar de San Ildefonso, que en esa época era la institución educativa mejor organizada de Puerto Rico. Pasó la mayor parte de su adolescencia estudiando y terminó con uno de los mejores promedios de su clase, por lo cual se le concedió una beca que le sirvió para seguir sus estudios en España. Recolectó el dinero necesario para viajar y partió a España en compañía de tres compañeros puertorriqueños: dos estudiantes y un profesor.
Antes de establecer una residencia permanente en Madrid, el grupo viajó a varias provincias españolas, donde visitó algunos sitios turísticos. Entre los lugares que visitaron se encuentran Córdoba, Sevilla, Andújar y Bailén, donde conocieron a Alberto Lista, uno de los educadores más renombrados de España. Los otros tres puertorriqueños que viajaron con Román contrajeron viruela poco después de comenzar sus estudios académicos en la Universidad Complutense de Madrid. Baldorioty de Castro les proveyó de atención médica; sin embargo, dos de ellos fallecieron debido a complicaciones de la enfermedad. Baldorioty de Castro recibió una oferta para regresar a Puerto Rico, pero la rechazó y continuó sus estudios junto con el otro estudiante sobreviviente. Román obtuvo un grado en Física y Matemática de la Universidad. En 1847, la Sociedad de Amigos del País de Puerto Rico nombró a Baldorioty de Castro como su corresponsal en España. El 21 de marzo de 1851, se le concedió el permiso para trasladarse a Francia para continuar sus estudios. Entonces, Baldorioty de Castro se mudó a París, donde asistió a la Escuela central de artes y manufacturas.

## Carrera política y profesional

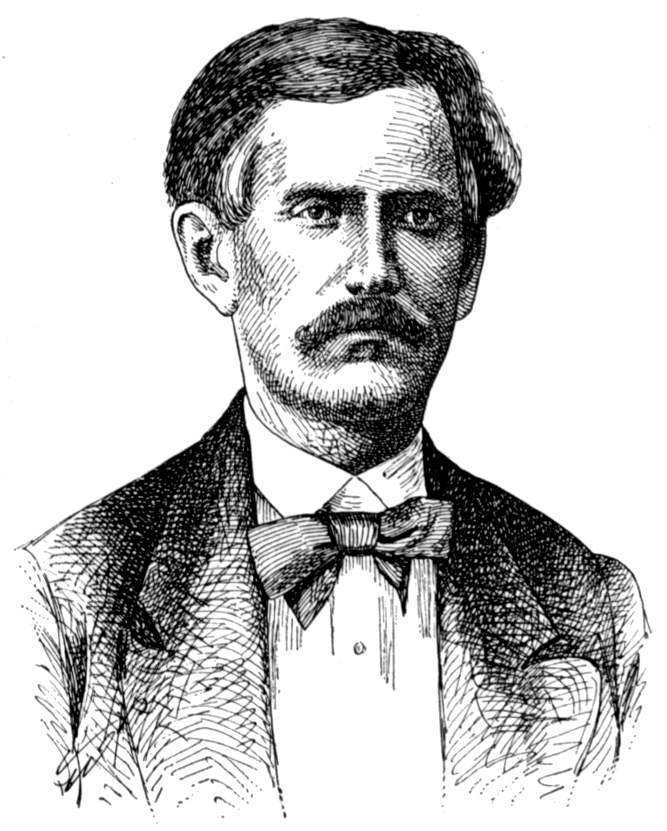
Retrato de Baldorioty

En 1853, tras siete años de ausencia, Baldorioty de Castro regresó a Puerto Rico y se casó con Isabel Matilde Díaz y Ruiz, la nieta del teniente Francisco Díaz, héroe de la Batalla de San Juan (1797). A su retorno, notó la tensión política existente a causa de las diferencias entre el gobernador en el cargo y los grupos políticos y educativos en Puerto Rico. Entonces, Baldorioty de Castro comenzó a promover la reestructuración de las instituciones sociales, políticas y educativas. Estas contribuciones llevaron a Fernando Norzagaray, el gobernador interino de la Capitanía General de Puerto Rico, a ofrecerle el cargo de alcalde de una de las municipalidades de la isla. Baldorioty de Castro declinó la oferta a causa de sus ideales. En esa época, el gobierno no mostraba interés alguno en promover la educación entre los "criollos" de la isla. Dos años antes, el gobernador había impuesto el Reglamento del jornalero que promovía una amplia base de trabajo para reducir la cantidad de ciudadanos desempleados; sin embargo, la instauración de esta medida trajo consigo críticas, cuando algunos de los aspectos de la propuesta fueron utilizados para incrementar la riqueza de los empleadores. Como consecuencia, el estatus de la ley fue reconsiderada y un grupo liderado por Baldorioty de Castro fue seleccionado para decidir su validez. En 1853, Baldorioty de Castro se convirtió en miembro del Partido Liberal Reformista de Puerto Rico.
Fuera de la política, a Baldorioty de Castro le encantaba enseñar. Fue profesor de Botánica y ciencias marítimas en la Escuela de Comercio, Agricultura y Estudios Marítimos en San Juan. En enero de 1854, el Seminario Conciliar lo nombró profesor titular de Botánica. En noviembre de ese año, la Junta de Comercio y Fomento lo seleccionó para trabajar como profesor en una Escuela Náutica, donde enseñó Estudios Marítimos. El gobierno español descubrió que había tierras fértiles en las islas de Mona y Monito en 1856. Tras este descubrimiento, eligieron a Baldorioty de Castro como el supervisor de una serie de experimentos para determinar los componentes de la tierra en dichas islas.
En 1857, la industria ganadera en Puerto Rico empezó a experimentar dificultades, cuando el número de animales disminuyó de manera significativa. Para resolver este problema, la Sociedad Económica de la isla formó una comisión compuesta por Baldorioty de Castro, José Julián Acosta y Juan Hernández Arbizu.
Baldorioty de Castro propuso que se incluyeran clases de geometría en la currícula de las escuelas elementales en Puerto Rico, lo que fue aceptado por la autoridad pertinente. El 2 de enero de 1858, la Sociedad Económica lo nombró de manera unánime Secretario de la Comisión de Estudios. El 4 de junio de 1860, la misma organización lo nombró vocal de una comisión encargada de promover la conservación de los recursos naturales de la isla. Ese mismo año, Baldorioty de Castro representó a Puerto Rico como delegado en el Parlamento español hasta 1865. El 17 de septiembre de 1864, fue certificado como profesor de mecánica aplicada y trabajó por un salario de 35 dólares mensuales.
Mientras trabajaba en el Parlamento español, sacó el máximo provecho de su situación y expresó su opinión sobre la abolición de la esclavitud y el establecimiento de una constitución que garantizara más derechos políticos para los puertorriqueños. El 4 de noviembre de 1866, fue nombrado representante de Puerto Rico en la Exposición Universal de París de 1867. Se desempeñó como crítico y, posteriormente, escribió una reseña titulada Exposición Universal de París en 1967. Memoria presentada a la Comisión Provincial de Puerto Rico. Tras completar su participación en París, Baldorioty de Castro regresó a Puerto Rico, en un momento en que había inestabilidad política entre los grupos que apoyaban la abolición de la esclavitud en la isla y el gobierno español. Esta situación se vio reflejada en protestas y demandas por parte de la población "criolla" local e influyó en varios revolucionarios, lo que llevó al Grito de Lares. Baldorioty de Castro no apoyó la revolución armada, sino que eligió debatir sobre los diversos conflictos y temas en términos diplomáticos. Después de los intentos de revolución, se estableció un nuevo gobierno superior provisional en la isla.
Este gobierno favoreció la unidad entre las partes en conflicto para establecer reformas en la estructura gubernamental. En línea con la solución propuesta, Baldorioty de Castro planteó una conciliación entre estos grupos, pero los esfuerzos para unificar las posturas opuestas no tuvieron éxito. Después de este intento, viajó a Madrid bajo presión política y presentó la situación de la isla a las autoridades respectivas. Empezó escribiendo varios documentos que contenían fuertes críticas hacia el gobierno colonial y redactó un informe que enumeraba los elementos que sentía estaban siendo usados por el gobierno y que estaban afectando los aspectos económicos y sociales de la isla. En enero de 1867, Baldorioty de Castro recibió una comunicación de la Unión de Educación Superior de Puerto Rico que le notificaba que había sido seleccionado como miembro de la Comisión Examinadora, en la cual estaría a cargo de supervisar los exámenes de física y ciencias naturales.
En 1870, fue nombrado diputado del Parlamento español, después de que el gobernador interino hubiera revocado todos los reconocimientos que lo acreditaban como educador. Allí, continuó defendiendo su causa. Baldorioty de Castro se hizo conocido como "el padre de la autonomía puertorriqueña". El 19 de noviembre de 1872, Román Baldorioty de Castro junto con Luis Padial, Julio Vizcarrondo y el ministro español de Asuntos de Ultramar, Segismundo Moret, presentó una propuesta para la abolición de la esclavitud. El 22 de marzo de 1873, el Gobierno español aprobó la propuesta que se hizo conocida como la Ley Moret.

## Últimos años y legado

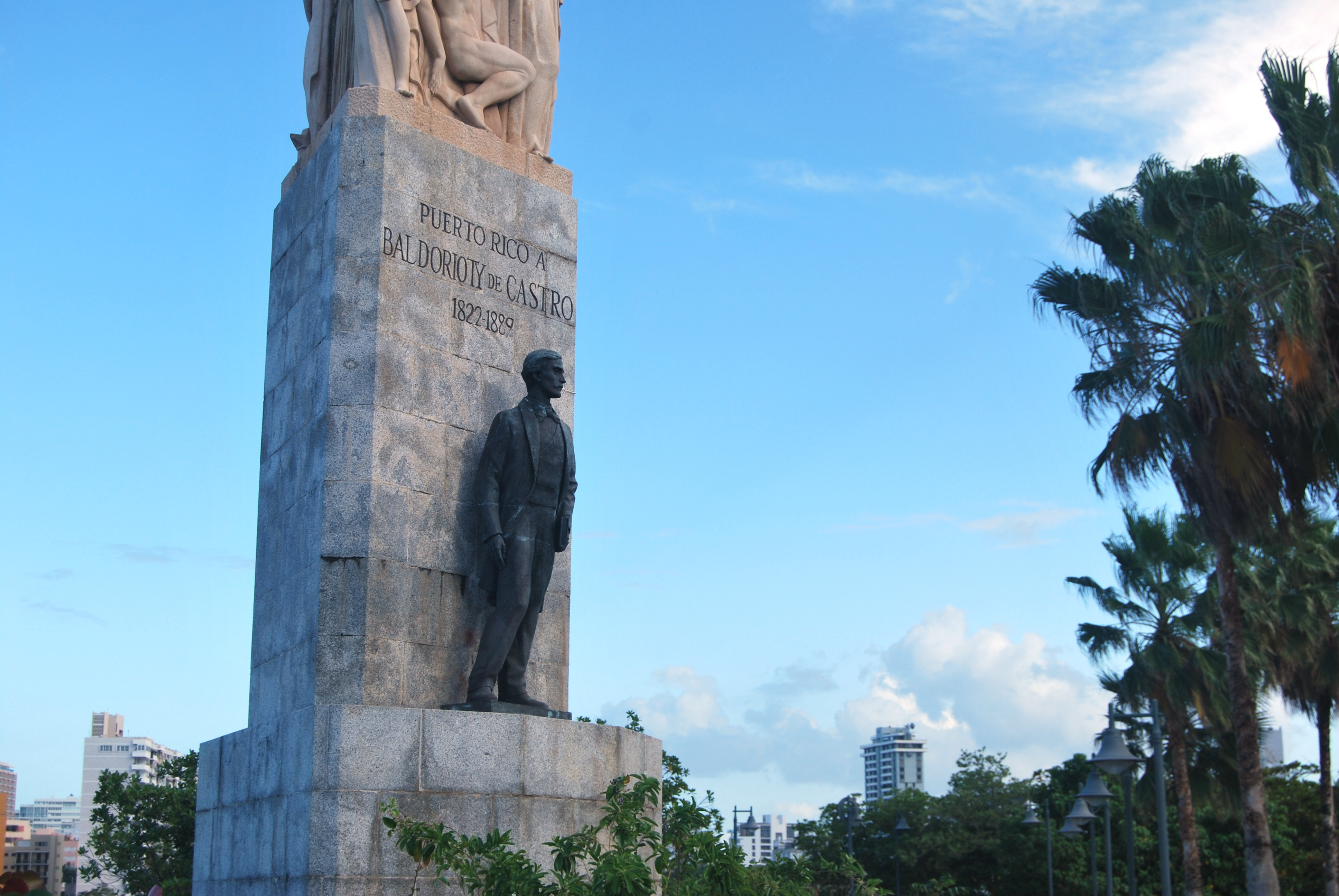
Monumento a Román Baldorioty de Castro en la Avenida con su nombre

Baldorioty de Castro regresó a Puerto Rico en 1873 y estableció su residencia en Ponce. Allí, fundó el periódico El Derecho, así como el semanario La Crónica, en donde expresó sus ideas sobre la autonomía para la isla. En 1887, Baldorioty de Castro cofundó, junto con José de Diego, el Partido Autonomista de Puerto Rico. Nombró al joven político Antonio Rafael Barceló como secretario del Partido, el cual se convirtió en uno de los partidos políticos más importantes de Puerto Rico. Sus ideales se centraban en que Puerto Rico debía escoger por sí mismo su gobierno y debía tener un representante en el Parlamento español; sin embargo, el gobierno español consideró que Baldorioty de Castro era una persona peligrosa y un opositor; por ello, lo encarceló en el Fuerte San Felipe del Morro en San Juan. Si bien no estuvo en prisión por mucho tiempo y fue pronto liberado, su salud sufrió bastante durante este breve encarcelamiento. Román Baldorioty de Castro falleció el 30 de septiembre de 1889 en Ponce. Fue enterrado en el antiguo cementerio de Ponce que fue renombrado "Panteón Nacional Román Baldorioty de Castro".
Debido a su trayectoria en la lucha por los derechos y libertades de los ciudadanos así como su defensa del autonomismo puertorriqueño, se le ha comparado con Blas Infante. Las ciudades de Bayamón, Juana Díaz y San Germán han honrado la memoria de Baldorioty de Castro al nombrar plazas con su nombre. Existen escuelas y una autopistas nombradas en su honor en otras zonas de Puerto Rico. La provincia de Azua de Compostela, en la República Dominicana, lo homenajeó al nombrar a una de las instituciones de educación secundaria de la ciudad capital en su nombre: Liceo de Estudios Secundarios Román Baldorioty de Castro.